# Wrightstown (Wisconsin)
Wrightstown ist eine Gemeinde (mit dem Status „Village“) im Brown County und zu einem kleineren Teil im Outagamie County im US-amerikanischen Bundesstaat Wisconsin. Im Jahr 2010 hatte Wrightstown 2827 Einwohner.

## Geografie

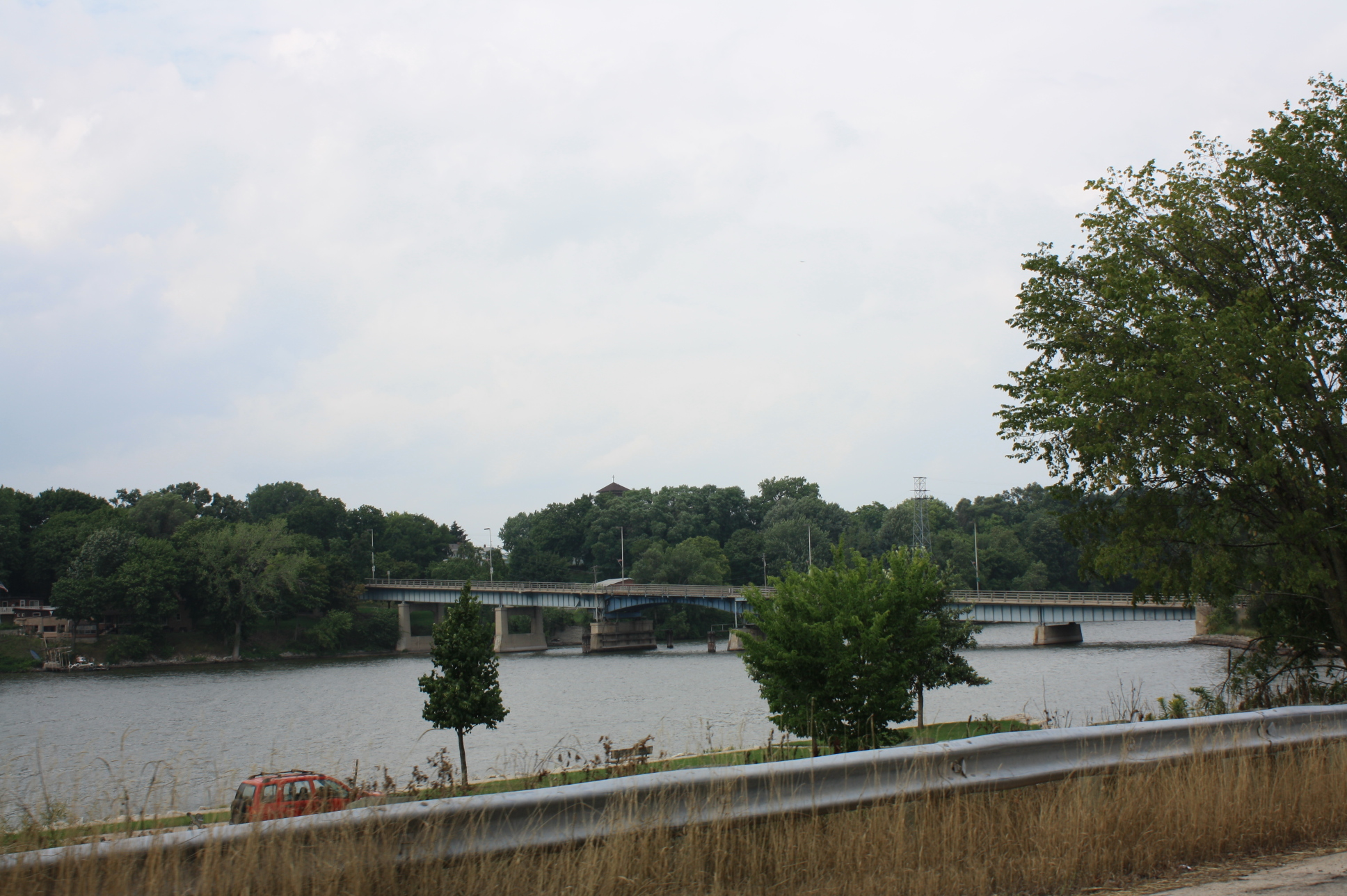
Der Fox River in Wrightstown

Wrightstown liegt im Osten Wisconsins, beiderseits des in den Michigansee mündenden Fox River. 
Die geografischen Koordinaten von Wrightstown sind 44°19′33″ nördlicher Breite und 88°09′46″ westlicher Länge. Das Gemeindegebiet erstreckt sich über eine Fläche von 11,14 km². 
Nachbarorte von Wrightstown sind Little Rapids (7,4 km nordöstlich), De Pere (18,5 km in der gleichen Richtung), Greenleaf (6 km östlich), Forest Junction (15,7 km südlich), Kaukauna (11,2 km südwestlich) und Freedom (16,6 km nordwestlich).
Die nächstgelegenen größeren Städte sind Green Bay am Michigansee (29,1 km nordöstlich), Wisconsins größte Stadt Milwaukee (165 km südlich), Chicago in Illinois (311 km in der gleichen Richtung), Rockford in Illinois (284 km südsüdwestlich), Wisconsins Hauptstadt Madison (196 km südwestlich), Appleton (25,3 km westsüdwestlich), La Crosse am Mississippi (300 km in der gleichen Richtung), Eau Claire (332 km westlich), die Twin Cities in Minnesota (455 km in der gleichen Richtung) und Wausau (165 km nordwestlich).

## Verkehr
Der Wisconsin State Highway 96 verläuft in West-Ost-Richtung als Hauptstraße durch Wrightstown und quert im Zentrum über eine Brücke den Fox River. Alle weiteren Straßen sind untergeordnete Landstraßen, teils unbefestigte Fahrwege sowie innerörtliche Verbindungsstraßen.
Durch Wrightstown führt eine entlang des Fox River verlaufende Eisenbahnlinien für den Frachtverkehr der Canadian National Railway (CN).
Die nächsten Flughäfen sind der Outagamie County Regional Airport bei Appleton (33,6 km westsüdwestlich) und der Austin Straubel International Airport in Green Bay (27,1 km nordnordöstlich).

## Bevölkerung
Nach der Volkszählung im Jahr 2010 lebten in Wrightstown 2827 Menschen in 1027 Haushalten. Die Bevölkerungsdichte betrug 253,8 Einwohner pro Quadratkilometer. In den 1027 Haushalten lebten statistisch je 2,75 Personen. 
Ethnisch betrachtet setzte sich die Bevölkerung zusammen aus 94,8 Prozent Weißen, 0,8 Prozent Afroamerikanern, 0,8 Prozent amerikanischen Ureinwohnern, 0,8 Prozent Asiaten sowie 1,7 Prozent aus anderen ethnischen Gruppen; 1,0 Prozent stammten von zwei oder mehr Ethnien ab. Unabhängig von der ethnischen Zugehörigkeit waren 4,4 Prozent der Bevölkerung spanischer oder lateinamerikanischer Abstammung. 
31,6 Prozent der Bevölkerung waren unter 18 Jahre alt, 60,3 Prozent waren zwischen 18 und 64 und 8,1 Prozent waren 65 Jahre oder älter. 48,6 Prozent der Bevölkerung waren weiblich.
Das mittlere jährliche Einkommen eines Haushalts lag bei 71.522 USD. Das Pro-Kopf-Einkommen betrug 27.446 USD. 5,9 Prozent der Einwohner lebten unterhalb der Armutsgrenze.